# Hydraena colymba
Hydraena colymba är en skalbaggsart som beskrevs av Perkins 1980. Hydraena colymba ingår i släktet Hydraena och familjen vattenbrynsbaggar. Inga underarter finns listade i Catalogue of Life.